# 中部日本放送
中部日本放送株式會社（日语：／ Chūbu Nippon Hōsō Kabushiki Gaisha */?），通稱中部日本放送，簡稱CBC、中日放送，是日本的一家總部位於名古屋市的廣播控股公司。中部日本放送是名古屋證券交易所的上市公司，最大股東是中日新聞社。中部日本放送設立於1950年12月15日，是日本第一家民營廣播企業。2013年4月1日，中部日本放送轉型為依照日本法律設立的「認定廣播控股公司」（認定放送持株会社），成為東京以外的第一家廣播控股公司，旗下的廣播和電視業務分別由CBC電台和CBC電視台繼承。中部日本放送旗下的電台和電視台均以中京廣域圈（愛知縣、岐阜縣、三重縣）為播出範圍。CBC電台開播於1951年9月1日，為JRN聯播網成員，識別呼號是JOAR。CBC電視台開播於1956年12月1日，為JNN聯播網成員，識別呼號曾是JOAR-DTV，在CBC改制廣播持股公司後改為JOGX-DTV，遙控器號碼是5頻道。

## 資本構成
下表列出2020年3月31日時中部日本放送的主要股東：
| 資本金         | 發行股份總數 | 股東數 |
| -------------- | ------------ | ------ |
| 13億2000萬日元 | 26,400,000股 | 3,453  |

| 股東             | 持股數      | 比例  |
| ---------------- | ----------- | ----- |
| 中日新聞社       | 2,602,000股 | 9.85% |
| 竹田本社         | 1,700,000股 | 6.43% |
| 三菱東京UFJ銀行  | 1,300,000股 | 4.92% |
| 三井住友信託銀行 | 1,167,000股 | 4.42% |
| 名古屋巨蛋       | 1,040,000股 | 3.93% |
| 中部電力         | 0,883,000股 | 3.34% |
| 名古屋銀行       | 0,825,000股 | 3.12% |
| 名古屋鐵道       | 0,811,000股 | 3.11% |
| 小林茂           | 0,791,000股 | 3%    |
| 日本電氣         | 0,696,000股 | 2.64% |

## 歷史

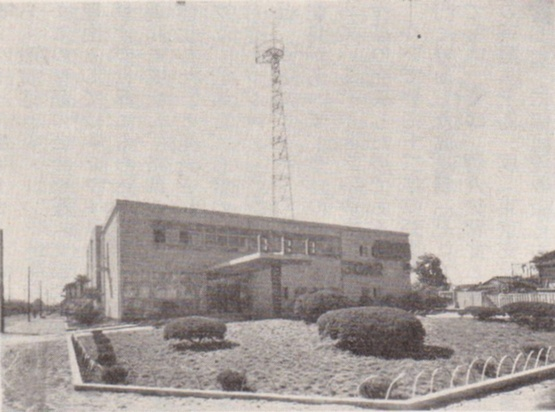
中部日本放送在1951年至1956年時的總部

第二次世界大戰後，在時任中部日本新聞社（現中日新聞社）編輯局聯絡部長小島源作的積極勸說下，愛知縣商工經濟會代理會頭三輪常次郎曾在1946年申請獲得民營廣播執照，但被GHQ拒絕:22-23。1950年「電波三法」（《電波法》、《放送法》、《電波監理委員會設置法》）通過之後，中日新聞社再次開始計劃設立民營電台:23-25。1950年12月15日，中部日本放送正式成立。設立時資本額為8,000萬日元，總部設在名古屋市新榮，發射功率為10千瓦:26。中部日本放送的第一代商標是通過公開徵集而獲得，中選設計是島崎正二郎的作品:29。1951年4月21日，中部日本放送獲得播出執照，並獲得了代表日本第一家民營廣播的「JOAR」識別呼號:29。

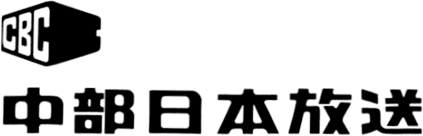
中部日本放送在1973年之前使用的商標

1951年9月1日早晨6時30分，中部日本放送播報員宇井昇播報「中部日本放送，JOAR，以1090千赫播出。大家早安。這裡是名古屋的CBC，中部日本放送」，宣告中部日本放送正式開播，也是日本民營廣播的開始:32。開播第一年中部日本放送就實現了盈利，還在開播翌年實施了股票分紅及4000萬日元的增資:37。1952年3月，中部日本放送工會成立，是日本民營廣播界首個工會:39。
1952年7月，中部日本放送決定申請電視播出執照，但因提出申請時間太晚而被保留:38。1954年6月，中部日本放送和日本放送協會（NHK）共同出資修建的名古屋電視塔竣工:48。同年12月，中部日本放送獲得電視播出執照:50。1956年12月1日上午10時，中部日本放送正式開播電視節目，成為日本第三家開播的民營電視台（前兩家是日本電視台和東京電台電視台）:64-65。為了讓更多觀眾對電視產生興趣，中部日本放送當時在播出範圍內設置了30個街頭電視機:71。據1958年的調查，中部日本放送的廣播部門佔據東海地方72.7%的收聽份額，電視部門佔據62%的收視份額，大幅領先NHK:81。1959年，中部日本放送的電視部門加入JNN聯播網:90。中部日本放送在這一年元旦使用直升機轉播伊勢神宮初詣風景，是世界電視史上首次直升機直播:90。同年中部日本放送還參與了皇太子明仁（現上皇）與正田美智子婚禮的轉播:91。1959年9月，伊勢灣颱風給東海地方造成嚴重災害，中部日本放送在停電的情況下仍使用自家發電機持續播出節目，並大量播出颱風新聞，獲得了民放聯會長獎的肯定:92-93。
1960年，為創立10週年，中部日本放送向名古屋市捐贈大噴泉，設置於白川公園；1962年11月，大噴泉竣工:104。1960年10月10日，中部日本放送股票在名古屋證券交易所上市:98。1962年，中部日本放送在美國紐約市設立事務所，也是中部日本放送的首個海外據點:115。1964年9月1日，中部日本放送開始播出彩色電視節目:123。繼電視部門之後，中部日本放送的廣播部門在1965年加入JRN聯播網:129。1965年Video Research在名古屋地區開始進行收視率調查後，中部日本放送在1965、66，以及1970、71兩年獲得收視率三冠王:229。
1969年，CBC會館發生火災，修復耗時約8個月:149。1970年，中部日本放送電台功率增加到50千瓦，收聽範圍因此大幅擴大，覆蓋人口也增加到1,648萬人:166-167。同年中部日本放送開始實施完全週休二日制度:167。1973年，中部日本放送啟用了新商標，其外觀和現行商標基本相同（但字體比現行商標略細，1982年改為現在設計）:180。中部日本放送在1970年代中期積極拓展海外業務。1974年，中部日本放送設立了羅馬支局，成為歐洲的第四個JNN支局:185。1975年，中部日本放送和美國KTLA電視台簽訂姊妹台協議:191。在1975年至1980年，中部日本放送連續6年獲得收視率三冠王:229。1977年，作為開播25週年紀念事業的一部分，中部日本放送舉辦梵高展，吸引超過23萬人次參觀，創下當時愛知縣內美術館的參觀人數記錄:205。1970年代末期，中部日本放送在技術面亦有進步，在1978年導入了ENG系統，令電視新聞處理能力大幅提高:210。1979年，CBC電視台開始播出立體聲節目:216。
1987年11月20日，中部日本放送開始在週五和週六實現24小時播出電視節目，成為東海地方首個實現24小時播出的電視台:266。1989年，中部日本放送開始播出高畫質電視節目，並啟用衛星新聞轉播（SNG）系統:279。1990年，中部日本放送在設立40週年之際舉辦了馬克·夏卡爾展、《歌劇魅影》公演等一系列紀念活動:288；同年由於東歐形勢急劇變化，中部日本放送關閉羅馬支局，轉而開設維也納支局至2010年關閉:285。1997年3月，中部日本放送啟用了官方網站:345。
1999年6月20日，中部日本放送發射了數位電視試驗訊號:356；翌年，中部日本放送設立了數位中心，以準備數位電視播出:362。2003年12月1日，中部日本放送開始播出數位電視訊號。2005年愛知世博會期間，中部日本放送和中日新聞社、中部日本放送等企業共同設立了展館「觀夢山」（夢みる山），並且是愛知世博會官方FM電台的運營公司。2011年4月中部日本放送開設了洛杉磯支局，並在同年7月停播類比電視訊號。
2013年，作為實施廣播控股公司制度的準備，中部日本放送新設子公司CBC電台，並將廣播業務轉交CBC電台。2014年，中部日本放送變為廣播控股公司，電視業務由新設的子公司CBC電視台繼承。中部日本放送近年持續開拓網路領域，其廣播服務在radiko上亦可以收聽。2020年，CBC電視台和名古屋另外三家民營電視台（東海電視台、中京電視台、愛知電視台）共同創建隨選視訊服務Locipo，試圖開拓網路領域。

## 廣播部門
在開播之初，CBC電台的主要廣播節目有競猜節目《停止音樂》、綜藝節目《日曜劇場》等節目:34-35。開播翌年，CBC電台的播出時間就延長至每日17小時30分:37。1953年開始的《無歌的歌謡曲》由松下電器獨家贊助播出至今，是CBC電台最為長壽的廣播節目:45。1958年，CBC廣播劇《天草四郎》獲得了藝術祭賞，是CBC廣播部門首次獲得藝術祭賞:82。1985年12月14日至15日，為紀念中部日本放送創立35週年，CBC電台播出了35小時直播特別節目:256。
1972年至1993年播出的《電台早市》是CBC電台主要的主婦向資訊節目之一，其使用名古屋方言播出的獨特風格在日本全國亦有知名度:175。1974年至1990年播出的《早安CBC》最初由主婦主持，著重為聽眾提供交通等實用資訊，同樣是播出達16年的長壽節目:187-188。1968年開始在午後播出的《拔群騎師》融合了音樂和娛樂要素，播出長達18年半:144。
JRN聯播網的《兒童音樂競賽》是自1966年開始播出至今的長壽節目，CBC電台亦參與了製作:134。1967年開始播出的《青年請求》（ヤングリクエスト）是CBC電台首個深夜節目，在學生觀眾中有很高人氣:139。該節目的成功亦令CBC電台在1969年實現24小時播出:151。1974年，CBC電台一舉改變深夜節目路線，播出《Joy Joy Night》節目（ジョイジョイナイト），成功開拓中高年聽眾:188。
體育轉播佔據CBC電台節目的重要部分。自開播翌年開始，CBC電台就轉播職棒中日龍的比賽:40。由於CBC和中日龍同屬中日新聞集團，因此CBC電台曾得以壟斷轉播中日龍的比賽:45。1954年，CBC電台轉播了第二屆亞運會，實現了日本民營廣播界首次海外直播:51。

## 電視部門
CBC電視台自開播第一天開始就播出自製新聞節目:61。1968年飛驒川巴士墜落事故時，CBC的電視部門播出事故現場的畫面較晚，成為CBC對報道部門進行全面改革的契機:144。1970年，CBC參與了1970年世界博覽會轉播，包括了這次世博會人氣最高的展館之一美國館的轉播:157。CBC在1972年率先播出前日本兵橫井庄一在關島被發現的新聞，並因此獲得這一年的JNN賞:174。同年CBC直播四日市哮喘法院判決並在日本全國播出，製作了四日市哮喘紀錄片也獲得了民放聯賞優秀賞:176。1976年，CBC電視台播出長良川潰壩的獨家新聞，獲得JNN年間特別賞:200。1984年長野縣西部地震時，CBC電視台成功獨家拍攝到泥石流的映像，並且首次在災害新聞中使用衛星直播:247-248。1993年俄羅斯憲政危機時，CBC維也納支局在俄軍砲擊白宮時仍然堅持在樓內採訪，是砲擊開始後唯一堅守的日本媒體，獲得JNN月間賞及年間特別賞:316-317。1994年中華航空140號班機空難時，CBC電視台在事發後19分播出空難消息，並播出了長達8小時的新聞特別節目:321。
1974年10月1日，CBC電視台開始在週一至週五傍晚18時播出大型帶狀新聞節目《CBC新聞廣角》。該節目在1976年9月9日曾創下32%的高收視率記錄:186。1999年，CBC電視台將《新聞廣角》和《請給我混合派》兩個節目整合為《傍晚！CBC》，在週一至週五傍晚播出兩小時的大型資訊新聞節目:357。現在CBC電視台在週一至週五傍晚播出的大型資訊節目是2019年開始播出的《Chanto!》。
1969年開始播出的《這個街這個風》（この街はこの風は）是CBC電視台第一個帶狀資訊節目，播出至1972年:150。CBC電視台在1990年至1999年傍晚播出的帶狀資訊綜藝節目《請給我混合派》開創地方資訊綜藝節目的先河，獲得過10%以上的高收視率:286。現在CBC電視台的午後資訊節目《GO GO!Smile!》通過JNN聯播網在1都1道30縣播出，是全國性的資訊節目。
開播翌年，CBC製作了其首部電視劇《將監大人的細道》（将監さまの細道）:73。自開播開始，CBC電視台就參與了《週日劇場》的製作播出。1957年10月20日播出的《古瀨戶》是CBC製作的首部《週日劇場》電視劇:75。而1968年6月16日在週日劇場播出的《虹之女》是CBC首部彩色電視劇:143。CBC製作的《週日劇場》電視劇《開海之日》（海のあく日）:168、《燈之橋》（灯の橋）:192等作品獲得了藝術祭大賞的肯定。在1993年之前，CBC每年製作6部:314，累計製作了195部《週日劇場》電視劇:66。1974年，CBC製作電視劇《膽量時代》成為日本民營電視界首個東京、大阪以外電視台製作的在黃金時段播出的連續劇:185。CBC電視台還自1971年開始製作15分的午間帶狀連續劇:168，並在1992年延長為30分:306，也就是和每日放送交替製作的《電視劇30》（播出至2008年）:314。
1966年開始播出的《榛子音樂會》是一檔由小學生演奏音樂的節目，也是播出長達17年的長壽節目:133。播出於1967年至2004年的《天才競猜》是CBC電視台的另一代表性兒童參加節目，也是1960年代少數彩色製作的地方節目:139。1976年至1989年播出的《週六9點半》是一檔突擊取材節目，以其創新的演出手法而獲得歡迎:204。現在CBC電視台製作有兩檔通過JNN聯播網在日本全國播出的塊狀節目，包括每週日早晨播出的健康節目《健康膠囊!元氣時間》，以及每週日深夜播出的紀錄片節目《BACKSTAGE》。
1957年3月10日，CBC電視台首次轉播職業棒球比賽:74。1974年10月12日，中日龍時隔20年再次獲得日本職棒央聯冠軍時，CBC電視台播出了特別節目，並協助舉辦了優勝巡遊:186-187。在1981年，CBC電視台還在棒球轉播中使用了立體聲技術，在副聲道播出球迷應援現場的實況:231。1983年，CBC電視台在每週日上午播出《週日龍》節目，詳細介紹中日龍的最新近況:242。1995年，CBC電視台還進行了將參院選開票節目和棒球轉播合體的嶄新嘗試:331。CBC電視台還曾獨家轉播了在名古屋舉辦的1971年世界乒乓球錦標賽:169。

## 攝影棚

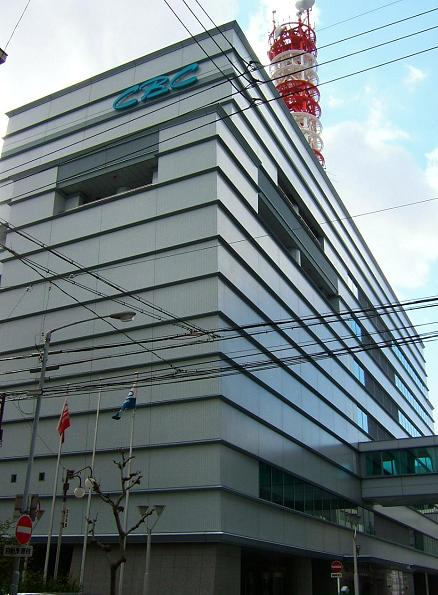
CBC放送中心

中部日本放送最初的總部土地是由豐田自動織機會長豐田利三郎提供，在1951年1月6日開始施工，5月12日竣工:28。這座建築由本館和演奏所兩座建築構成。本館是木質建築，高2層，總樓面面積590.9平方公尺；演奏所說鋼筋混凝土建築，高2層，總樓面面積690.6平方公尺，設有4個錄音棚:26。
為了應對開播電視需要更多空間的需求，中部日本放送在1955年動工10月28日修建CBC會館作為新總部。該建築由日建設計負責設計監理，竹中工務店負責施工，地上有6層，地下有1層，總樓面面積11,650平方公尺:55。1956年11月底，CBC會館竣工，整個工程耗資14億日元:55。同時中部日本放送還修建了3層高的南別館:55。竣工當時，CBC會館的1層是攝影棚、2層是接待室、3層和5層是事務室、4層是役員室、6層設有婦女大廳和食堂等設施:60。會館內設有3個電視攝影棚:61。1959年，中部日本放送對CBC會館進行擴建，令CBC會館地上部分從6層增加到7層，總樓面面積也增加到16,390平方公尺:89-90。
1969年5月5日，CBC會館發生火災，導致包括電視主控室在內的重要設施被燒毀，電視播出因此中斷了1小時17分:147，但廣播節目並未中斷:149。火災之後，中部日本放送快速開始重建CBC會館的工作，在1970年1月19日重新開始從之前的主控室送出電視節目:149。1973年，中部日本放送對CBC會館的南側部分外牆進行翻新:180。
1993年，中部日本放送宣布將在CBC會館南側修建放送中心，以應對即將到來的數位時代的設備需求:313。1996年4月3日，放送中心開始施工，地上有7層，地下有2層，總樓面面積15,561平方公尺，計入鐵塔部分高75米，設有3個電視攝影棚和5個廣播錄音棚，和CBC會館之間有天橋連接:335。該建築由竹中工務店施工，工程耗資130億日元:335。1998年5月11日，放送中心竣工:348-349。同年11月2日，放送中心電視部分投入使用；11月9日，廣播部分投入使用:348。放送中心1層是停車場及大廳；2層設有新聞部門和新聞節目用的A攝影棚（面積175平方公尺）；3層設有資訊節目用的B攝影棚（面積270平方公尺），以及連接CBC會館的天橋；4層是製作部門的辦公空間；5層設有電視主控室；6層是廣播部門的辦公空間；7層設有廣播錄音棚；地下部分是停車場以及電源、空調設施:349-351。

## 註释
1. ↑  「三冠」指全日（6:00-24:00）、黃金時間（19:00-22:00）、晚間時段（19:00-23:00）三個時段皆獲得收視率第一。

## 外部連結
- 官方網站 hicbc.com （页面存档备份，存于）
- What's CBC （页面存档备份，存于） - 公司資訊